# Demetrius I Soter
Demetrius I (Grieks Δημήτριος Σωτήρ) (187 – juni 150 v.Chr.), bijgenaamd Soter (d.i. Verlosser), was koning van het hellenistische Seleucidenrijk (Syrië) van 162 of 161 tot aan zijn dood.
Hij was de tweede zoon van Seleucus IV, en omdat hij als politiek gijzelaar in Rome werd vastgehouden zag hij aanvankelijk het koningschap aan zijn neus voorbijgaan ten voordele van zijn oom Antiochus IV (175 – 164 v.Chr.) en daarna van zijn neef Antiochus V (164 – 162 v.Chr.). Hij wist echter in 162 te ontsnappen en zijn rechtmatige plaats op de troon te heroveren. Hij versloeg in het Oosten de rebellerende generaal Timarchus en onderwierp in Palestina de opstandige joden.
Zijn kwaliteiten als heerser maakten hem als vijand geducht bij de naburige grootmachten, waardoor hij ook de achterdocht van de Romeinen wekte, ook al had de Romeinse senaat in 160 zijn rechten op de troon erkend.
Demetrius I sneuvelde in de strijd tegen een troonpretendent, Alexander Balas, die beweerde een jongere broer van Antiochus V te zijn, en door de koningen van Pergamon en Egypte was omgekocht.